# James Cagney
James Francis Cagney, Jr. (17 tháng 7 năm 1899 –  30 tháng 3 năm 1986) là một diễn viên và vũ công người Mỹ, cả trên sân khấu và trong phim, mặc dù ông đã có tác động lớn nhất trong phim. Được biết đến với màn trình diễn luôn tràn đầy năng lượng, phong cách thanh nhạc đặc biệt, và hài hước đúng thời điểm, ông đã giành được sự ngưỡng mộ và các giải thưởng lớn cho một loạt vai diễn. Ông được nhớ đến nhiều nhất với vai kẻ cứng rắn nhiều cá tính trong những bộ phim như The Public Enemy (1931), Taxi! (1932), Angels with Dirty Faces (1938) và White Heat (1949), ông thậm chí bị chết vai dạng này trong suốt sự nghiệp của mình. 
Trong năm 1999, Viện phim Mỹ xếp ông đứng thứ tám trong Danh sách 100 ngôi sao điện ảnh. Orson Welles nói về Cagney rằng ông "có lẽ là diễn viên vĩ đại nhất xuất hiện trước ống kính" và Stanley Kubrick coi ông là một trong 5 diễn viên hàng đầu hay nhất mọi thời đại.

## Sự nghiệp điện ảnh
| Năm  | Phim                       | Vai diễn                                          | Ghi chú |
| ---- | -------------------------- | ------------------------------------------------- | --- |
| 1930 | Sinners' Holiday           | Harry Delano                                      | Phim đầu tiên tham gia                                                                                         |
| 1930 | The Doorway to Hell        | Steve Mileaway                                    | |
| 1931 | Blonde Crazy               | Bert Harris                                       | |
| 1931 | Smart Money                | Jack                                              | |
| 1931 | The Millionaire            | Schofield, Insurance Salesman                     | |
| 1931 | The Public Enemy           | Tom Powers                                        | |
| 1931 | Other Men's Women          | Ed "Eddie" Bailey                                 | |
| 1932 | Winner Take All            | Jim "Jimmy" Kane                                  | |
| 1932 | The Crowd Roars            | Joe Greer                                         | |
| 1932 | Taxi!                      | Matt Nolan                                        | |
| 1933 | Lady Killer                | Dan Quigley                                       | |
| 1933 | Footlight Parade           | Chester Kent                                      | |
| 1933 | The Mayor of Hell          | Richard "Patsy" Gargan                            | |
| 1933 | Picture Snatcher           | Danny Kean                                        | |
| 1933 | Hard to Handle             | Myron C. "Lefty" Merrill                          | |
| 1934 | The St. Louis Kid          | Eddie Kennedy                                     | |
| 1934 | Here Comes the Navy        | Chester "Chesty" J. O'Conner                      | |
| 1934 | He Was Her Man             | Flicker Hayes, a.k.a. Jerry Allen                 | |
| 1934 | Jimmy the Gent             | "Jimmy" Corrigan                                  | |
| 1935 | Mutiny on the Bounty       | Extra                                             | Không được ghi danh                                                                                            |
| 1935 | A Midsummer Night's Dream  | Bottom, the weaver                                | |
| 1935 | The Irish in Us            | Danny O'Hara                                      | |
| 1935 | G Men                      | "Brick" Davis                                     | |
| 1935 | Devil Dogs of the Air      | Thomas Jefferson "Tommy" O'Toole                  | |
| 1935 | Frisco Kid                 | Bat Morgan                                        | |
| 1936 | Great Guy                  | Johnny "Red" Cave                                 | |
| 1936 | Ceiling Zero               | Dizzy Davis                                       | |
| 1937 | Something to Sing About    | Terrence "Terry" Rooney                           | stage name of Thadeus McGillicuddy                                                                             |
| 1938 | Angels with Dirty Faces    | Rocky Sullivan                                    | New York Film Critics Circle Award for Best Actor Đề cử – Academy Award for Best Actor                         |
| 1938 | Boy Meets Girl             | Robert Law                                        | |
| 1939 | The Roaring Twenties       | Eddie Bartlett                                    | |
| 1939 | Each Dawn I Die            | Frank Ross                                        | |
| 1939 | The Oklahoma Kid           | Jim Kincaid                                       | |
| 1940 | City for Conquest          | Danny Kenny (Young Samson)                        | |
| 1940 | Torrid Zone                | Nick "Nicky" Butler                               | |
| 1940 | The Fighting 69th          | Jerry Plunkett                                    | |
| 1941 | The Bride Came C.O.D.      | Steve Collins                                     | |
| 1941 | The Strawberry Blonde      | T. L. "Biff" Grimes                               | |
| 1942 | Yankee Doodle Dandy        | George M. Cohan                                   | Academy Award for Best Actor New York Film Critics Circle Award for Best Actor                                 |
| 1942 | Captains of the Clouds     | Brian MacLean                                     | |
| 1943 | Johnny Come Lately         | Tom Richards                                      | |
| 1943 | You, John Jones!           | John Jones                                        | short subject                                                                                                  |
| 1945 | Blood on the Sun           | Nick Condon                                       | |
| 1947 | 13 Rue Madeleine           | Robert Emmett "Bob" Sharkey a.k.a. Gabriel Chavat | |
| 1948 | The Time of Your Life      | Joseph T. (who observes people)                   | |
| 1949 | White Heat                 | Arthur "Cody" Jarrett                             | |
| 1950 | The West Point Story       | Elwin "Bix" Bixby                                 | |
| 1950 | Kiss Tomorrow Goodbye      | Ralph Cotter                                      | |
| 1951 | Starlift                   | Himself                                           | Vai diễn khách mời                                                                                             |
| 1951 | Come Fill the Cup          | Lew Marsh                                         | |
| 1952 | What Price Glory?          | Capt. Flagg                                       | |
| 1953 | A Lion Is in the Streets   | Hank Martin                                       | |
| 1955 | Mister Roberts             | Capt. Morton                                      | |
| 1955 | The Seven Little Foys      | George M. Cohan                                   | |
| 1955 | Love Me or Leave Me        | Martin Snyder                                     | Đề cử – Academy Award for Best Actor                                                                           |
| 1955 | Run for Cover              | Matt Dow                                          | |
| 1956 | These Wilder Years         | Steve Bradford                                    | |
| 1956 | Tribute to a Bad Man       | Jeremy Rodock                                     | |
| 1957 | Short Cut to Hell          | Himself                                           | in pre-credits sequence, also director                                                                         |
| 1957 | Man of a Thousand Faces    | Lon Chaney                                        | |
| 1959 | Shake Hands with the Devil | Sean Lenihan                                      | |
| 1959 | Never Steal Anything Small | Jake MacIllaney                                   | |
| 1960 | The Gallant Hours          | William F. Halsey, Jr.                            | also the Producer                                                                                              |
| 1961 | One, Two, Three            | C.R. MacNamara                                    | Đề cử — Laurel Award for Top Male Comedy Performance Đề cử — New York Film Critics Circle Award for Best Actor |
| 1981 | Ragtime                    | Commissioner Rhinelander Waldo                    | |

Nguồn: "James Cagney". IMDb. Truy cập ngày 4 tháng 10 năm 2013.

## Truyền hình
- What's My Line 1960 - Secret Guest
- The Ballad of Smokey the Bear (1966) – voice, narrator
- Terrible Joe Moran (1984)

## Xuất hiện trên sóng phát thanh
| Năm  | Chương trình         | Tập                 |
| ---- | -------------------- | ------------------- |
| 1942 | Screen Guild Players | Yankee Doodle Dandy |
| 1952 | Family Theater       | The Red Head        |

### Tiểu sử
- Sách: James Cagney

- Cagney, James (2005) [1976]. Cagney by Cagney. Doubleday. ISBN 0-385-52026-3.
- James, Florence (2013). Fists Upon a Star: A Memoir of Love, Theater, and Escape from McCarthyism. University of Regina Press. tr. 44–46. ISBN 9780889772601. Bản gốc lưu trữ ngày 5 tháng 10 năm 2013. Truy cập ngày 7 tháng 2 năm 2019.
- Gallagher, Brian. "Some Historical Reflections on the Paradoxes of Stardom in the American Film Industry, 1910–1960: Part Six". Truy cập ngày 3 tháng 3 năm 2008.
- McCabe, John (2002). Cagney . London: Aurum Press. ISBN 1-85410-833-6.
- McGilligan, Patrick (1975). Cagney: The Actor as Auteur. New York: A. S. Barnes and Co., Inc. ISBN 0-498-01462-2.
- Warren, Doug; Cagney, James (1986) [1983]. Cagney: The Authorized Biography . New York: St. Martin's Press. ISBN 0-312-90207-7.